# Dorio de Gádex
Dório de Gadex, pseudónimo literario de Antonio Rey Moliné (Cádiz, 24 de septiembre de 1887-Madrid, 23 de septiembre de 1924), fue un escritor y periodista español. Fue inmortalizado por Ramón del Valle Inclán al convertirlo en personaje de su esperpento Luces de bohemia, cuya puesta en escena coincidió con su muerte física.

## Biografía
Bautizado 37 años después por Valle-Inclán como “epígono del Parnaso Modernista”, Antonio Rey Moliné nació en el seno de una familia de la burguesía gaditana en 1887. Diecisiete años después está localizado en el Madrid bohemio, en contacto con Gregorio Pueyo, el librero y editor aragonés que, como a la mayoría de los jóvenes autores modernistas, editó el grueso de su menguada obra (con Pueyo llegaría a dirigir años después la “Colección Ánfora”).
Olmet, compañero de bohemia y avatares, lo describió de “cuerpo enclenque, su faz cribada por la viruela, sus ojillos menudos y taimados, su voz gangosa, sus ademanes dislocados..()..bufón de rancia estirpe española, preclaro sucesor del gran Pablillos de Valladolid, sarcástico y satírico, despiadado e indómito”. 
Por su nombre o más a menudo por su seudónimo, tan evocador de su ciudad natal (la «Gádir» fenicia y romana), Dorio de Gádex fue retratado por otros escritores contemporáneos entre los que pueden citarse Pío Baroja, Rafael Cansinos Assens, Felipe Sassone, Alberto Insúa, Eduardo Zamacois, Alfonso Vidal y Planas o el citado Luis Antón del Olmet. 
En 1910 Dorio se casó con María Gervasia Plaza, una joven de Mombeltrán (Ávila), con la que tuvo tres hijos, dos niñas, Mercedes y Nieves, y un varón, Carlos. Lejos aún de alcanzar algún reconocimiento literario y agotado por la tuberculosis, el escritor murió en Madrid el 23 de septiembre de 1924, un día antes de su 37 aniversario con la vida. El obituario que le dedicó Eduardo Andicoberry en El Imparcial, el 21 de octubre de 1924, dibujó así la escena final: “En un tabuco miserable, sobre un mal jergón, ha fallecido, víctima de la tuberculosis, Antonio Rey Moliner (sic). Muy pocos le conocían con esta cédula. En cambio, por su seudónimo “Dorio de Gádex” fue popular. No era ni más torpe ni más listo que muchos de los escritores triunfantes pero Mürger y Baudelaire envenenaron su vida y le convirtieron en un pelele grotesco”.
De Dorio se cuenta que presumía de ser hijo natural de Valle Inclán y este no lo desmintió. (Anécdota de Eduardo Zamacois, Un hombre que se va).

## Obra
Buil Pueyo, en un estudio documentado sobre Dorio de Gádex recopila y compone el siguiente listado de obras del bohemio gaditano:

### Ensayos y novelas
- Cádiz y la revolución de Septiembre; Cádiz, 1904. No se ha localizado ningún ejemplar de este libro que, sin embargo, aparece como publicado y al precio de tres pesetas en Lolita Acuña (1909).
- Tregua. Novela. Prólogo de D. Adolfo Bonilla y San Martín. Madrid: Imprenta de A. Marzo, 1908.
- Lolita Acuña. Novela erótica. Madrid, Librería de Pueyo, 1909, (Colección Ánfora).
- Un cobarde. Berilos. Palabras. Palabras. Prosas. Madrid: Librería de Pueyo, 1909.
- Princesa de Fábula. Novela. Madrid: Librería de Pueyo, 1910, (Colección Ánfora)
- Princesa de Fábula y Cambio de Postura. Novelas. Madrid: Librería y Casa Editorial de Perlado, Paez  y Cª (Sucesores de Hernando), 1910.
- Por el camino de las tonterías (Ilustraciones de Ángel Vivanco). Madrid: “El Cuento Semanal”, núm. 160.
- Amor de Reina. Madrid: Librería de Pueyo, 1911. (Colección Ánfora)
- Al Margen de la Vida. Crónicas. Madrid: Gregorio Pueyo, Editor, 1911 (año sacado del texto), (Colección Ánfora)
- Cuentos al Oído. Prólogo de Augusto Martínez Olmedilla. Madrid. Imp. José Blass y Cª,  1911, (Biblioteca de Escritores Andaluces)
- De los malditos, de los divinos Anécdotas. Comentarios. Juicios Críticos, Madrid,  Imp. Clásica Española, 1914.
- Cuentos Transatlánticos. (Aparece como próxima a publicar en De los malditos, de los divinos... Anécdotas. Comentarios. Juicios Críticos).
- Madrid, castillo famoso Novela. (Aparece como “en preparación” en otras de sus obras, Lolita Acuña y Princesa de Fábula.).
- Víctor Azúa, editor. Novela. (Aparece como “en preparación” en otras de sus obras, Lolita Acuña y Princesa de Fábula.).
- 1830. Novela. Aparece como “en preparación” en otra de sus obras, Lolita Acuña.
- Otoño victorioso. Comedia. (Aparece como “en preparación” en otra de sus obras, Princesa de Fábula).
- Infanta de América. Novela. (Aparece como “en prensa” en otra de sus obras, Princesa de Fábula y Cambio de Postura).

### Teatro
- El Triunfo de Pierrot; comedieta cómico-lírica, en colaboración con Antonio Nava Valdés; música del maestro Vicente Lleó. Esta obra se estrenó en el Teatro Eslava (“El cantor de las cumbres”, Madrid, Imprenta Artística de José Blass y Cía, 1910, pp. 23-24).

### Obra periodística
- “Del veneno del amor”, en La Provincia Gaditana, Cádiz. Publicado posteriormente en Al margen de la vida.
- “Las traducciones económicas”, en El Radical, Almería, ¿1905 o 1906?. Publicado posteriormente en Al margen de la vida.
- “Del ambiente americano”, en La República de las Letras, Madrid, núm. 6, 19 de mayo de 1907.
- “Lolita en el Kursaal”, en Madrid de Noche, Madrid, núm. 4, primera semana de junio de 1907.
- “El eterno gesto”, en Nuevo Mundo, Madrid, núm. 714, 12 de septiembre de 1907. Publicado posteriormente en Al margen de la vida.
- “Mistral. Su labor y su sepulcro”, en Nuevo Mundo, Madrid, núm. 717, 3 de octubre de 1907.
- “Progresos de la Aerostación. El triunfo del Ville de París”, en Nuevo Mundo, Madrid, núm. 719, 17 de octubre de 1907.
- “Un Olvidado”, en El Liberal, Madrid, ¿año 1907 o 1908? Publicado posteriormente en Al margen de la vida.
- “Anomalías humanas”, en Nuevo Mundo, Madrid, núm. 730, 2 de enero de 1908. Publicado posteriormente en Al margen de la vida con el título "Un rato a monstruos".
- “Ibsen y Lemaître”, en Nuevo Mundo, Madrid, núm. 736, 13 de febrero de 1908. Publicado posteriormente en Al margen de la vida.
- “El gran deporte inglés. El cricket”, en Nuevo Mundo, Madrid, núm. 744, 9 de abril de 1908.
- “La exposición Regoyos”, en Nuevo Mundo, Madrid, núm. 746, 23 de abril de 1908. Publicado posteriormente en Al margen de la vida.
- “La ola Tesla”, en Nuevo Mundo, Madrid, núm. 754, 18 de junio de 1908.
- “Un poeta…”, en Rioja Ilustrada, Logroño, Año II, núm. 91, 12 de octubre de 1908.
- “Una moda que resucita”, en Nuevo Mundo, Madrid, núm. 774, 5 de noviembre de 1908. Publicado posteriormente en Al margen de la vida.
- “El Caso de Swinburne”, en Nuevo Mundo, Madrid, núm. 779, 10 de diciembre de 1908. Publicado posteriormente en Al margen de la vida.
- “San Sebastián y el veraneo”, en Fémina, ¿1908 o 1909? Publicado posteriormente en Al margen de la vida.
- “Trapos femeninos”, en Femina, ¿1908 o 1909?
- “Isaac Muñoz”, en Femina, bajo el seudónimo de “Magdalena Elorrieta”.
- “El invento de Guillot”, en Nuevo Mundo, Madrid, núm. 784,  14 de enero de 1909.
- “Olmeda”, en Nuevo Mundo, Madrid, núm. 792, 11 de marzo de 1909. Publicado posteriormente en Princesa de Fábula y en Al margen de la vida.
- Contrabando de amor, “Cuentos Galantes”, Madrid, núm. 15, 30 de agosto de 1910; incluido con posterioridad en Cuentos al Oído (Madrid, Imprenta de José Blass y Cía., 1911, pp. 51-58) con el título de “Sobre los Aires...”.
- La turbación de una pequeña dama, “Cuentos Galantes”, Madrid, núm.19, 27 de septiembre de 1910; incluido con posterioridad en Cuentos al Oído (Madrid, Imprenta de José Blass y Cía., 1911, pp. 23-37) con el título de “Medallón Louis XV!”.
- “Victoria”, en Nuevo Mundo, Madrid, núm. 871, 15 de septiembre de 1910.
- “Carta a una desconocida”, en La Hoja de Parra, Madrid, núm. 10, 8 de julio de 1911, p. 15.
- “Los malditos, los divinos… Funerales de un poeta”, en Pharos. Revista Mensual Ilustrada, Madrid, Año I, núm. 1, enero de 1912, pp. 73-74; incluido con posterioridad en De los malditos, de los divinos... Anécdotas. Comentarios. Juicios Críticos (Madrid, Imprenta Clásica Española, 1914, pp. 21-28) con el título de “Colofón de una vida armoniosa”].
- “La acción de vida. Cuento”, en Pharos. Revista Mensual Ilustrada, Madrid, Año I, núm. 4, abril de 1912, pp. 54-55.